# 187 Ламберта
187 Ламберта (187 Lamberta) — астероїд головного поясу, відкритий 11 квітня 1878 року.